# Resolución 73 del Consejo de Seguridad de las Naciones Unidas
La Resolución 73 del Consejo de Seguridad de las Naciones Unidas, adoptada el 11 de agosto de 1949, tomó nota con satisfacción de los Acuerdos de Armisticio entre las partes involucradas en el conflicto de 1948 en Palestina y luego expresó la esperanza de que pronto se lograra una solución definitiva de todas las cuestiones pendientes entre las partes. La Resolución pasó a relevar al Mediador de Acción en Palestina, ya que sus deberes habían sido cumplidos, y solicitó al Secretario General que dispusiera el servicio continuo del personal del actual Organismo de las Naciones Unidas para la Vigilancia de la Tregua según fuera necesario para observar y mantener el cese del fuego y armisticio. La Resolución también solicitaba que el Jefe de Gabinete del TSO informara al Consejo sobre la observancia del alto el fuego.
La resolución fue adoptada por nueve votos contra ninguno; la RSS de Ucrania y la Unión Soviética se abstuvieron.